# ジョーダン・ダンクス
ジョーダン・クーパー・ダンクス（Jordan Cooper Danks, 1986年8月7日 - ）は、アメリカ合衆国テキサス州オースティン出身の元プロ野球選手（外野手）。右投左打。
実兄は同じくプロ野球選手のジョン・ダンクス。

## 経歴

### プロ入り前
2005年のMLBドラフト19巡目（全体575位）でシカゴ・ホワイトソックスから指名されるも入団せず、テキサス大学オースティン校に進学した。2007年7月にはブラジルのリオデジャネイロで行われた第15回パンアメリカン競技大会における野球競技のアメリカ合衆国代表に選出され、銀メダルを獲得した。 

### プロ入りとホワイトソックス時代
2008年のMLBドラフト7巡目（全体210位）で再びホワイトソックスから指名され、プロ入り。
2011年オフの10月に開催されたグアダラハラパンアメリカン競技大会の野球アメリカ合衆国代表に選出された。
2012年6月7日のトロント・ブルージェイズ戦で、ポール・コネルコの代走でメジャーデビューを果たした。8日のヒューストン・アストロズ戦では、ウェズリー・ライトからメジャー初安打を記録した。10日のオークランド・アスレチックス戦では、パット・ネシェックからメジャー初本塁打を記録した。
2013年はスプリングトレーニングで第4の外野手の座をドウェイン・ワイズと争ったが、AAA級シャーロット・ナイツで開幕を迎える事となった。4月17日に不振のデュアンテ・ヒースとの入れ替わりでメジャーに昇格した。8月25日には兄のジョンが先発した試合で、先制本塁打を放ちそれが勝利に結びつきジョンが勝ち投手となった。兄弟同士で先制本塁打と勝ち投手を記録したのは、1955年6月15日のカンザスシティ・アスレチックスのビリー・シャンツとボビー・シャンツ以来の出来事だった。この年は79試合に出場し、打率.231・5本塁打・12打点・7盗塁だった。
2014年も引き続き、外野の控えとして起用された。51試合に出場して、メジャーデビューから3年連続で本塁打と盗塁を記録したが、打率.222は自己ワーストの数値だった。守備では中堅を28試合で守ってDRS±0を記録したほか、左翼及び右翼でも8試合以上で守備に就いた。
2015年1月8日にDFAとなった。

### フィリーズ傘下時代
2015年1月16日にウェーバーでフィラデルフィア・フィリーズへ移籍。7月31日に25人枠入りしたが、4試合の出場で4打数無安打に終わり、チェイス・アトリーの故障者リストからの復帰に伴って8月7日にAAA級リーハイバレー・アイアンピッグスへ降格した。以降は昇格はなく、10月7日に40人枠から外された。

### レンジャーズ傘下時代
2016年1月19日にテキサス・レンジャーズとマイナー契約を結んだが、4月6日に自由契約となった。この年限りで現役を引退した。

### 現役引退後
引退後は故郷のテキサス州で不動産関係の仕事をしている。

## 詳細情報

### 年度別打撃成績
| 年 度    | 球 団    | 試 合 | 打 席 | 打 数 | 得 点 | 安 打 | 二 塁 打 | 三 塁 打 | 本 塁 打 | 塁 打 | 打 点 | 盗 塁 | 盗 塁 死 | 犠 打 | 犠 飛 | 四 球 | 敬 遠 | 死 球 | 三 振 | 併 殺 打 | 打 率 | 出 塁 率 | 長 打 率 | O P S |
| -------- | -------- | ----- | ----- | ----- | ----- | ----- | -------- | -------- | -------- | ----- | ----- | ----- | -------- | ----- | ----- | ----- | ----- | ----- | ----- | -------- | ----- | -------- | -------- | ----- |
| 2012     | CWS      | 50    | 75    | 67    | 12    | 15    | 1        | 0        | 1        | 19    | 4     | 3     | 1        | 0     | 2     | 6     | 0     | 0     | 16    | 1        | .224  | .280     | .284     | .564  |
| 2013     | CWS      | 79    | 179   | 160   | 15    | 37    | 7        | 0        | 5        | 59    | 12    | 7     | 2        | 0     | 0     | 18    | 0     | 1     | 57    | 5        | .231  | .313     | .369     | .682  |
| 2014     | CWS      | 51    | 132   | 117   | 14    | 26    | 2        | 0        | 2        | 34    | 10    | 5     | 3        | 0     | 1     | 14    | 1     | 0     | 46    | 1        | .222  | .303     | .291     | .594  |
| 2015     | PHI      | 4     | 4     | 4     | 0     | 0     | 0        | 0        | 0        | 0     | 0     | 0     | 0        | 0     | 0     | 0     | 0     | 0     | 2     | 0        | .000  | .000     | .000     | .000  |
| MLB：4年 | MLB：4年 | 184   | 390   | 348   | 41    | 78    | 10       | 0        | 8        | 112   | 26    | 15    | 6        | 0     | 3     | 38    | 1     | 1     | 121   | 7        | .224  | .300     | .322     | .622  |

### 背番号
- 7（2012年 - 同年途中）
- 20（2012年途中 - 2014年）
- 15（2015年）

### 代表歴
- 2007年パンアメリカン競技大会野球アメリカ合衆国代表
- 2011年パンアメリカン競技大会野球アメリカ合衆国代表